# Sport- und Schwimmverein Jahn 2000 Regensburg 2020-2021
Questa voce raccoglie le informazioni riguardanti lo Sport- und Schwimmverein Jahn 2000 Regensburg nelle competizioni ufficiali della stagione 2020-2021.

## Stagione
Nella stagione 2020-2021 il Jahn Regensburg, allenato da Mersad Selimbegović, concluse il campionato di 2. Bundesliga al 14º posto. In Coppa di Germania il Jahn Regensburg fu eliminato al quarti di finale dal Werder Brema.

## Rosa
| N. |                      | Ruolo | Calciatore       |
| -- | -------------------- | ----- | ---------------- |
| 1  | Germania (bandiera)  | P     | Alexander Meyer  |
| 4  | Germania (bandiera)  | D     | Jan-Niklas Beste |
| 5  | Germania (bandiera)  | C     | Benedikt Gimber  |
| 6  | Germania (bandiera)  | D     | Benedikt Saller  |
| 7  | Germania (bandiera)  | C     | Max Besuschkow   |
| 9  | Germania (bandiera)  | A     | Jann George      |
| 10 | Germania (bandiera)  | A     | Kaan Caliskaner  |
| 11 | Germania (bandiera)  | D     | Florian Heister  |
| 13 | Germania (bandiera)  | D     | Erik Wekesser    |
| 14 | Germania (bandiera)  | A     | David Otto       |
| 16 | Lituania (bandiera)  | D     | Markus Palionis  |
| 17 | Germania (bandiera)  | D     | Oliver Hein      |
| 18 | Germania (bandiera)  | C     | Christoph Moritz |
| 19 | Danimarca (bandiera) | A     | Andreas Albers   |

| N. |                     | Ruolo | Calciatore           |
| -- | ------------------- | ----- | -------------------- |
| 21 | Germania (bandiera) | A     | Jan-Marc Schneider   |
| 22 | Germania (bandiera) | A     | Sebastian Stolze     |
| 23 | Germania (bandiera) | C     | Nicolas Wähling      |
| 24 | Germania (bandiera) | D     | Scott Kennedy        |
| 26 | Grecia (bandiera)   | A     | Charalambos Makridis |
| 27 | Germania (bandiera) | A     | Aaron Opoku          |
| 28 | Germania (bandiera) | D     | Sebastian Nachreiner |
| 29 | Germania (bandiera) | A     | André Becker         |
| 30 | Germania (bandiera) | P     | Kevin Kunz           |
| 31 | Germania (bandiera) | D     | Tom Baack            |
| 32 | Germania (bandiera) | P     | Alexander Weidinger  |
| 33 | Svizzera (bandiera) | D     | Jan Elvedi           |
| 37 | Germania (bandiera) | C     | Björn Zempelin       |
| 38 | Germania (bandiera) | D     | Elias Herzig         |

## Organigramma societario
Area tecnica
- Allenatore: Mersad Selimbegović
- Allenatore in seconda: Sebastian Dreier, Andreas Gehlen, Jonas Maier
- Preparatore dei portieri: Ronny Zeiß
- Preparatori atletici:

## Calciomercato

### Sessione estiva
| Acquisti | Acquisti         | Acquisti           | Acquisti |
| R.       | Nome             | da                 | Modalità |
| -------- | ---------------- | ------------------ | -------- |
| A        | Aaron Opoku      | Amburgo            |          |
| C        | Christoph Moritz | Sconosciuta        |          |
| D        | Scott Kennedy    | Austria Klagenfurt |          |
| D        | Jan Elvedi       | Kriens             |          |
| D        | Jan-Niklas Beste | Werder Brema       |          |
| A        | Kaan Caliskaner  | Colonia II         |          |
| A        | Albion Vrenezi   | Kickers Würzburg   |          |
| A        | André Becker     | Astoria Walldorf   |          |

| Cessioni | Cessioni         | Cessioni        | Cessioni |
| R.       | Nome             | a               | Modalità |
| -------- | ---------------- | --------------- | -------- |
| D        | Marcel Correia   | Paderborn       |          |
| A        | Julian Derstroff | Hallescher      |          |
| C        | Marc Lais        | Wehen Wiesbaden |          |
| D        | Tim Knipping     | Dinamo Dresda   |          |
| C        | Andreas Geipl    | Heidenheim      |          |
| A        | Marco Grüttner   | SGV Freiberg    |          |
| D        | Chima Okoroji    | Friburgo        |          |
| A        | Aaron Seydel     | Magonza         |          |

### Sessione invernale
| Acquisti | Acquisti   | Acquisti   | Acquisti |
| R.       | Nome       | da         | Modalità |
| -------- | ---------- | ---------- | -------- |
| A        | David Otto | Heidenheim |          |

| Cessioni | Cessioni                   | Cessioni | Cessioni |
| R.       | Nome                       | a        | Modalità |
| -------- | -------------------------- | -------- | -------- |
| A        | Federico Palacios-Martínez | Duisburg |          |

## Risultati

### 2. Bundesliga

#### Girone di andata
| Arbitro: | Jöllenbeck |

|                       |           |                |
| Besuschkow 58’ (rig.) | Marcatori | 43’ Handwerker |

| Darmstadt 26 settembre 2020, ore 13:00 CEST 2ª giornata | Darmstadt | 0 – 0 referto | Jahn Ratisbona | Merck-Stadion am Böllenfalltor (1 741 spett.)\| Arbitro: \| Alt \| |
| Arbitro:                                                | Alt       |               |                |                                                                    |

| Arbitro: | Koslowski |

|            |           |  |
| Albers 44’ | Marcatori |  |

| Arbitro: | Kampka |

|                          |           |                      |
| Karaman 81’ Hennings 86’ | Marcatori | 1’ Albers 20’ Stolze |

| Arbitro: | Bacher |

|                                |           |  |
| Vrenezi 5’, 78’ Besuschkow 61’ | Marcatori |  |

| Arbitro: | Jablonski |

|                                   |           |            |
| Hünemeier 20’, 79’ Terrazzino 62’ | Marcatori | 23’ Albers |

| Arbitro: | Gerach |

|                      |           |                                               |
| Albers 12’ Opoku 75’ | Marcatori | 22’ (rig.), 41’, 72’ (rig.) Kerk 64’ Amenyido |

| Arbitro: | Brand |

|                                 |           |                    |
| Jaeckel 3’ Seguin 56’ Green 63’ | Marcatori | 33’ (aut.) Jaeckel |

| Arbitro: | Heft |

|                      |           |            |
| Beste 83’ Stolze 88’ | Marcatori | 90’ Hansen |

| Arbitro: | Günsch |

|  |           |                             |
|  | Marcatori | 8’ Albers 40’ (rig.) Stolze |

| Arbitro: | Kampka |

|                       |           |                          |
| Vrenezi 17’ Beste 90’ | Marcatori | 32’, 37’ Lee 66’ Bartels |

| Heidenheim an der Brenz 15 dicembre 2020, ore 18:30 CET 12ª giornata | Heidenheim | 0 – 0 referto | Jahn Ratisbona | Voith-Arena (0 spett.)\| Arbitro: \| Brych \| |
| Arbitro:                                                             | Brych      |               |                |                                               |

| Ratisbona 18 dicembre 2020, ore 18:30 CET 13ª giornata | Jahn Ratisbona | 0 – 0 referto | Hannover 96 | Jahnstadion Regensburg (0 spett.)\| Arbitro: \| Hanslbauer \| |
| Arbitro:                                               | Hanslbauer     |               |             |                                                               |

| Arbitro: | Koslowski |

|                                    |           |                |
| Kinsombi 21’ Terodde 39’ Jatta 61’ | Marcatori | 33’ Besuschkow |

| Arbitro: | Fritz |

|  |           |                        |
|  | Marcatori | 80’ Zoller 90’ Eisfeld |

| Arbitro: | Winter |

|                            |           |               |
| George 58’, 68’ Stolze 63’ | Marcatori | 6’ Keita-Ruel |

| Arbitro: | Dankert |

|                              |           |  |
| Burgstaller 27’ Marmoush 49’ | Marcatori |  |

#### Girone di ritorno
| Arbitro: | Waschitzki-Günther |

|  |           |            |
|  | Marcatori | 88’ Albers |

| Arbitro: | Heft |

|                |           |            |
| Caliskaner 90’ | Marcatori | 30’ Skarke |

| Karlsruhe 7 febbraio 2021, ore 13:30 CET 20ª giornata | Karlsruhe | 0 – 0 referto | Jahn Ratisbona | Wildparkstadion (0 spett.)\| Arbitro: \| Kampka \| |
| Arbitro:                                              | Kampka    |               |                |                                                    |

| Arbitro: | Gerach |

|          |           |             |
| Otto 39’ | Marcatori | 52’ Karaman |

| Arbitro: | Winter |

|                             |           |  |
| Nikolaou 58’ Proschwitz 65’ | Marcatori |  |

| Arbitro: | Cortus |

|            |           |  |
| Stolze 53’ | Marcatori |  |

| Arbitro: | Bacher |

|  |           |                   |
|  | Marcatori | 26’ (rig.) Albers |

| Arbitro: | Hartmann |

|            |           |                 |
| George 67’ | Marcatori | 13’, 64’ Hrgota |

| Arbitro: | Jöllenbeck |

|           |           |            |
| Munsy 22’ | Marcatori | 75’ Albers |

| Arbitro: | Alt |

|           |           |             |
| George 5’ | Marcatori | 85’ Gonther |

| Arbitro: | Koslowski |

|                                    |           |                               |
| Bartels 20’ Lorenz 79’ Mühling 83’ | Marcatori | 16’ (rig.) Albers 75’ Vrenezi |

| Arbitro: | Sather |

|  |           |                                                |
|  | Marcatori | 11’ Thomalla 36’ Mainka 80’ (rig.) Kleindienst |

| Arbitro: | Siewer |

|                                       |           |            |
| Haraguchi 1’ Weydandt 14’ Ducksch 82’ | Marcatori | 57’ Albers |

| Arbitro: | Heft |

|            |           |            |
| Albers 45’ | Marcatori | 83’ Kittel |

| Arbitro: | Stegemann |

|                                                                       |           |            |
| Tesche 29’ Beste 38’ (aut.) Holtmann 61’ Žulj 78’ Ganvoula 90’ (rig.) | Marcatori | 26’ Albers |

| Arbitro: | Winter |

|                         |           |  |
| Bachmann 5’ Behrens 42’ | Marcatori |  |

| Arbitro: | Thomsen |

|                                  |           |  |
| George 14’ Albers 44’ Stolze 64’ | Marcatori |  |

### Coppa di Germania
| Arbitro: | Waschitzki-Günther |

|                                            |                      |                                         |
| Kraus 64’                                  | Marcatori            | 4’ Vrenezi                              |
| Kraus Hloušek Skarlatidis Pourié Sickinger | Tiri di rigore 3 – 4 | Wekesser Gimber Vrenezi Elvedi Palionis |

| Arbitro: | Reichel |

|                             |                      |                              |
| Kempe Tietz Gürleyen Prokop | Tiri di rigore 2 – 4 | Wekesser Albers George Opoku |

| Arbitro: | Hartmann |

|                                           |                      |                                   |
| Kennedy 35’ George 43’                    | Marcatori            | 4’ Jakobs 22’ Dennis              |
| Wekesser Gimber Albers Vrenezi Besuschkow | Tiri di rigore 4 – 3 | Czichos Özcan Arokodare Meré Horn |

| Arbitro: | Winkmann |

|  |           |           |
|  | Marcatori | 52’ Ōsako |

## Statistiche

### Statistiche di squadra
| Competizione      | Punti | In casa | In casa | In casa | In casa | In casa | In casa | In trasferta | In trasferta | In trasferta | In trasferta | In trasferta | In trasferta | Totale | Totale | Totale | Totale | Totale | Totale | DR  |
| Competizione      | Punti | G       | V       | N       | P       | Gf      | Gs      | G            | V            | N            | P            | Gf           | Gs           | G      | V      | N      | P      | Gf     | Gs     | DR  |
| ----------------- | ----- | ------- | ------- | ------- | ------- | ------- | ------- | ------------ | ------------ | ------------ | ------------ | ------------ | ------------ | ------ | ------ | ------ | ------ | ------ | ------ | --- |
| 2. Bundesliga     | 38    | 17      | 6       | 6       | 5       | 23      | 21      | 17           | 3            | 5            | 9            | 14           | 29           | 34     | 9      | 11     | 14     | 37     | 50     | -13 |
| Coppa di Germania | -     | 2       | 0       | 1       | 1       | 2       | 3       | 2            | 0            | 2            | 0            | 1            | 1            | 4      | 0      | 3      | 1      | 3      | 4      | -1  |
| Totale            | 38    | 19      | 6       | 7       | 6       | 25      | 24      | 19           | 3            | 7            | 9            | 15           | 30           | 38     | 9      | 14     | 15     | 40     | 54     | -14 |

### Andamento in campionato
| Giornata  | 1 | 2  | 3 | 4 | 5 | 6 | 7 | 8  | 9  | 10 | 11 | 12 | 13 | 14 | 15 | 16 | 17 | 18 | 19 | 20 | 21 | 22 | 23 | 24 | 25 | 26 | 27 | 28 | 29 | 30 | 31 | 32 | 33 | 34 |
| --------- | - | -- | - | - | - | - | - | -- | -- | -- | -- | -- | -- | -- | -- | -- | -- | -- | -- | -- | -- | -- | -- | -- | -- | -- | -- | -- | -- | -- | -- | -- | -- | -- |
| Luogo     | C | T  | C | T | C | T | C | T  | C  | T  | C  | T  | C  | T  | C  | C  | T  | T  | C  | T  | C  | T  | C  | T  | C  | T  | C  | T  | C  | T  | C  | T  | T  | C  |
| Risultato | N | N  | V | N | V | P | P | P  | V  | V  | P  | N  | N  | P  | P  | V  | P  | V  | N  | N  | N  | P  | V  | V  | P  | N  | N  | P  | P  | P  | N  | P  | P  | V  |
| Posizione | 9 | 13 | 7 | 5 | 4 | 7 | 8 | 13 | 10 | 9  | 11 | 12 | 13 | 14 | 14 | 13 | 13 | 11 | 11 | 11 | 11 | 13 | 12 | 11 | 11 | 12 | 12 | 13 | 14 | 14 | 14 | 14 | 14 | 14 |

Legenda:

Luogo: C = Casa; T = Trasferta. Risultato: V = Vittoria; N = Pareggio; P = Sconfitta.

### Statistiche dei giocatori
| Giocatore            | 2. Bundesliga | 2. Bundesliga | 2. Bundesliga | 2. Bundesliga | Coppa di Germania | Coppa di Germania | Coppa di Germania | Coppa di Germania | Totale   | Totale | Totale      | Totale     |
| Giocatore            | Presenze      | Reti          | Ammonizioni   | Espulsioni    | Presenze          | Reti              | Ammonizioni       | Espulsioni        | Presenze | Reti   | Ammonizioni | Espulsioni |
| -------------------- | ------------- | ------------- | ------------- | ------------- | ----------------- | ----------------- | ----------------- | ----------------- | -------- | ------ | ----------- | ---------- |
| A. Albers            | 34            | 13            | 1             | 0             | 4                 | 0                 | 0                 | 0                 | 38       | 13     | 1           | 0          |
| T. Baack             | 1             | 0             | 0             | 0             | 0                 | 0                 | 0                 | 0                 | 1        | 0      | 0           | 0          |
| A. Becker            | 29            | 0             | 1             | 0             | 3                 | 0                 | 0                 | 0                 | 32       | 0      | 1           | 0          |
| J. Beste             | 16            | 2             | 1             | 1             | 2                 | 0                 | 1                 | 0                 | 18       | 2      | 2           | 1          |
| M. Besuschkow        | 32            | 3             | 4             | 0             | 3                 | 0                 | 0                 | 0                 | 35       | 3      | 4           | 0          |
| K. Caliskaner        | 32            | 1             | 4             | 0             | 4                 | 0                 | 0                 | 0                 | 36       | 1      | 4           | 0          |
| J. Elvedi            | 29            | 0             | 5             | 0             | 4                 | 0                 | 2                 | 0                 | 33       | 0      | 7           | 0          |
| J. George            | 25            | 5             | 3             | 0             | 3                 | 1                 | 0                 | 0                 | 28       | 6      | 3           | 0          |
| B. Gimber            | 22            | 0             | 5             | 2             | 3                 | 0                 | 1                 | 0                 | 25       | 0      | 6           | 2          |
| O. Hein              | 20            | 0             | 3             | 0             | 2                 | 0                 | 0                 | 0                 | 22       | 0      | 3           | 0          |
| F. Heister           | 10            | 0             | 1             | 0             | 1                 | 0                 | 0                 | 0                 | 11       | 0      | 1           | 0          |
| E. Herzig            | 0             | 0             | 0             | 0             | 0                 | 0                 | 0                 | 0                 | 0        | 0      | 0           | 0          |
| S. Kennedy           | 22            | 0             | 2             | 0             | 3                 | 1                 | 0                 | 0                 | 25       | 1      | 2           | 0          |
| K. Kunz              | 2             | 0             | 0             | 0             | 0                 | 0                 | 0                 | 0                 | 2        | 0      | 0           | 0          |
| C. Makridis          | 13            | 0             | 1             | 0             | 2                 | 0                 | 1                 | 0                 | 15       | 0      | 2           | 0          |
| A. Meyer             | 33            | 0             | 1             | 0             | 4                 | 0                 | 0                 | 0                 | 37       | 0      | 1           | 0          |
| C. Moritz            | 23            | 0             | 2             | 0             | 2                 | 0                 | 0                 | 0                 | 25       | 0      | 2           | 0          |
| S. Nachreiner        | 18            | 0             | 8             | 0             | 3                 | 0                 | 1                 | 0                 | 21       | 0      | 9           | 0          |
| A. Opoku             | 21            | 1             | 1             | 0             | 1                 | 0                 | 1                 | 0                 | 22       | 1      | 2           | 0          |
| D. Otto              | 17            | 1             | 2             | 0             | 2                 | 0                 | 0                 | 0                 | 19       | 1      | 2           | 0          |
| F. Palacios-Martínez | 1             | 0             | 0             | 0             | 1                 | 0                 | 0                 | 0                 | 2        | 0      | 0           | 0          |
| M. Palionis          | 6             | 0             | 0             | 0             | 1                 | 0                 | 0                 | 0                 | 7        | 0      | 0           | 0          |
| B. Saller            | 27            | 0             | 8             | 1             | 2                 | 0                 | 1                 | 0                 | 29       | 0      | 9           | 1          |
| J. Schneider         | 17            | 0             | 1             | 0             | 1                 | 0                 | 1                 | 0                 | 18       | 0      | 2           | 0          |
| S. Stolze            | 26            | 6             | 4             | 0             | 3                 | 0                 | 0                 | 0                 | 29       | 6      | 4           | 0          |
| A. Vrenezi           | 27            | 4             | 7             | 0             | 4                 | 1                 | 1                 | 0                 | 31       | 5      | 8           | 0          |
| A. Weidinger         | 0             | 0             | 0             | 0             | 0                 | 0                 | 0                 | 0                 | 0        | 0      | 0           | 0          |
| E. Wekesser          | 30            | 0             | 14            | 0             | 4                 | 0                 | 1                 | 0                 | 34       | 0      | 15          | 0          |
| N. Wähling           | 1             | 0             | 0             | 0             | 1                 | 0                 | 0                 | 1                 | 2        | 0      | 0           | 1          |
| B. Zempelin          | 1             | 0             | 0             | 0             | 0                 | 0                 | 0                 | 0                 | 1        | 0      | 0           | 0          |